# ميخائيل جيرارد باور
ميخائيل جيرارد باور (بالإنجليزية: Michael Gerard Bauer)‏ هو كاتب للأطفال وكاتب أسترالي، ولد في 10 أغسطس 1955 في بريزبان في أستراليا.